# Wieża ciśnień

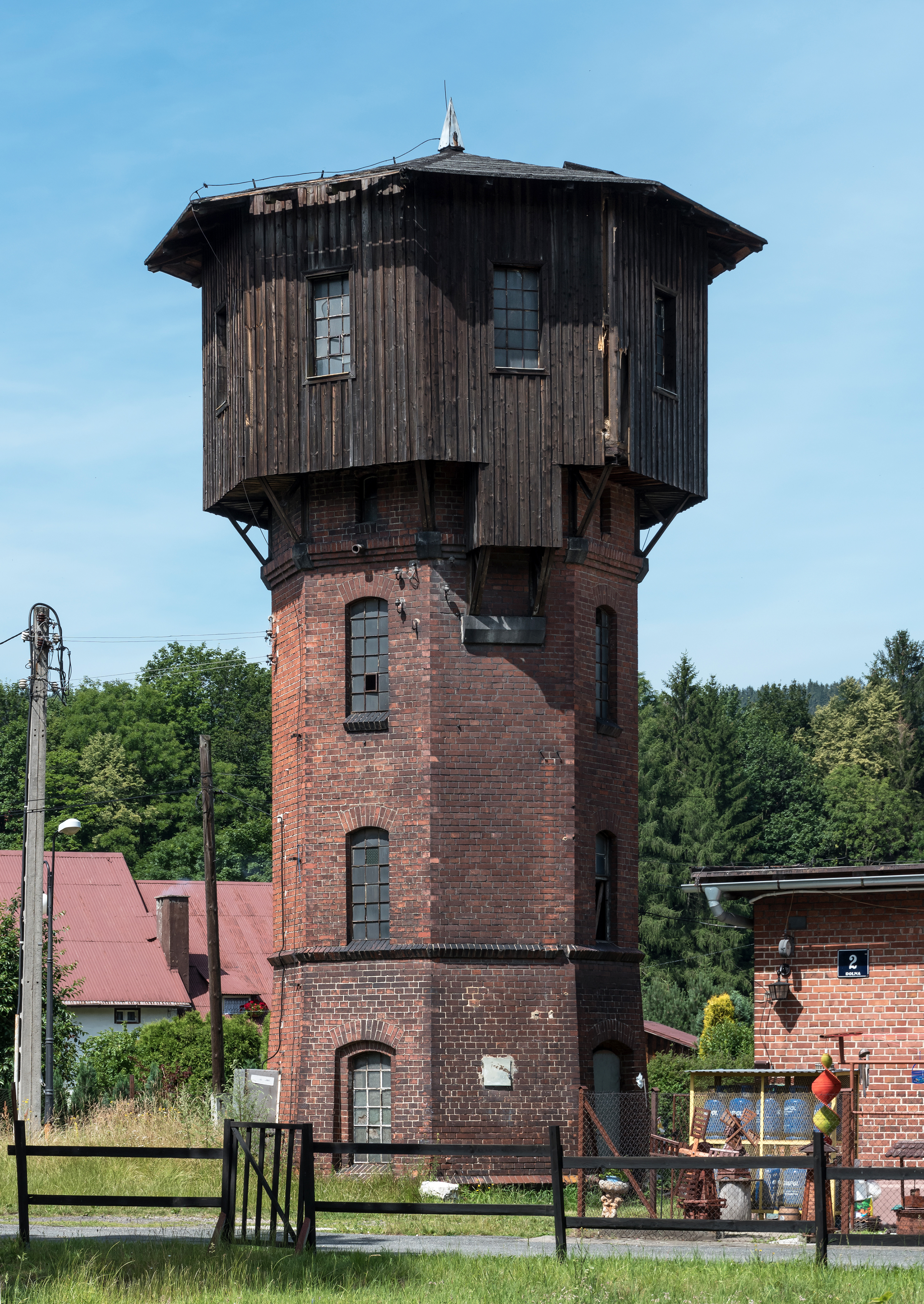
Zabytkowa wieża ciśnień na stacji kolejowej w Stroniu Śląskim

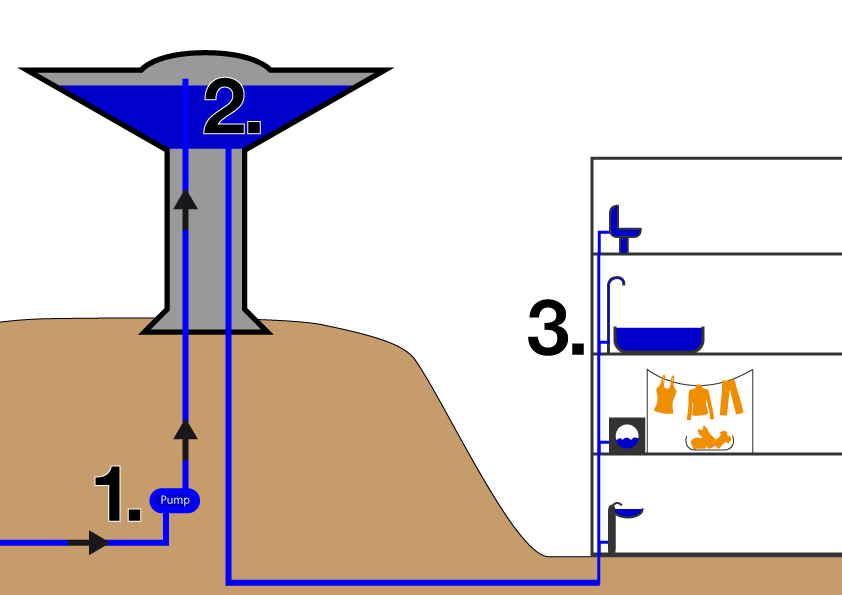
Schemat działania wieży ciśnień/zbiornika wieżowego
1. Stacja pomp
2. Zbiornik wody
3. Użytkownicy

Wieża ciśnień (inaczej: wieża wodna, rzadziej wieża wodociągowa) – budynek w formie wieży, na którego szczycie znajduje się zbiornik na wodę, służący do zapewnienia stabilnego ciśnienia w wodociągu, pokrywając chwilowy wzrost zapotrzebowania na wodę. Zbiornik zawsze musi być umieszczony powyżej odbiorców, ponieważ działa na zasadzie naczyń połączonych.
Zależnie od funkcji użytkowej wyróżnić można wieże ciśnień: wodociągowe (miejskie), kolejowe i zakładowe.

## Opis
Wieża ciśnień bywa mylona z wieżowym zbiornikiem na wodę, który jest budowlą, natomiast wieża ciśnień to wielofunkcyjny budynek (posiadający fundamenty, ściany i dach), w którego górnej części – pod dachem – znajduje się zbiornik na wodę. Zbiorniki wieżowe mają za zadanie gromadzenie wody – zapewnienie rezerwy w przypadku zwiększonego zużycia i zapewnienia odpowiedniego ciśnienia oraz zachowania ciągłości procesów technologicznych w przypadku awarii wodociągu. Pełnią również funkcję zbiornika przeciwpożarowego. W przypadku kolejowych wież ciśnień – często były to obiekty realizowane według powtarzalnych dokumentacji projektowych.
W Polsce wieże ciśnień zostały prawie całkowicie wyparte przez hydrofory (a później przez falownikowe układy regulacji obrotów pomp), i pozostały głównie jako awaryjne źródło wody (np. dla celów przeciwpożarowych), gdyż mogą dostarczyć stosunkowo dużo wody przy całkowitym braku zasilania. Niektóre wieże ciśnień zaadaptowano na obiekty użyteczności publicznej (kawiarnie, hotele, restauracje, wieże widokowe, a nawet kościoły).